# Hermann Heller
Pour les articles homonymes, voir Heller.
Hermann Ignatz Heller, né le 17 juillet 1891 à Teschen et mort le 5 novembre 1933 à Madrid, est un juriste et philosophe politique allemand. Il développe une théorie du droit social s'opposant frontalement à celle de Carl Schmitt. Membre du Parti social-démocrate d'Allemagne, il a été un fervent défenseur de la République de Weimar.

## Biographie
Il nait en Silésie, issu d'une famille juive, dans une ville, Teschen, qui appartient alors à l'Empire austro-hongrois. Son père est avocat et sa mère est apparentée à Josef Redlich, un juriste et dernier ministre des finances de l'Empire. 
Son père étant mort alors qu'il est encore jeune, il rejoint un oncle à Vienne après l'obtention de son Abitur en 1909. Il suit des études de droit dans les universités de Vienne, Graz, Innsbruck et Kiel. En 1914, il se porte volontaire dans l'armée austro-hongroise et est envoyé sur le front russe dans un régiment d'artillerie. Mais il est victime d'une grave polyarthrite rhumatoïde et il est rapatrié à Graz. Il y obtient son doctorat en décembre 1915 alors qu'il est encore mobilisé. 
À Kiel, il se lie à Gustav Radbruch et adhère par son intermédiaire au Parti social-démocrate d'Allemagne. Il obtient son Habilitation dans cette même université en 1920 et y devient Privat-docent jusqu'en 1922. Il est muté ensuite à Leipzig où il reste jusqu'en 1926. Il y assure également les fonctions de directeur du Bureau d'éducation populaire et chef du Centre d'éducation populaire. Il est référent pour le droit public comparé et le droit international à l'Institut Kaiser-Wilhelm à Berlin de 1926 à 1928 puis professeur associé de droit public à l'université de Berlin jusqu'en 1932. À cette date il est nommé professeur ordinaire de droit public à l'université de Francfort.
En 1932, après le Coup de Prusse de Franz von Papen, il assure en tant qu'avocat la défense du groupe social-démocrate au Parlement prussien devant le tribunal d'État. Il s'y oppose à Carl Schmitt qui soutient lui le parti d'Hindenburg. Au moment de la prise du pouvoir par les Nazis en 1933, il est en voyage à l'étranger. Il demande alors l'asile en Espagne. Il meurt d'une crise cardiaque en novembre de la même année à l'âge de 42 ans,.

## Œuvres
- Hegel und der nationale Machtstaatsgedanke in Deutschland (Hegel et l’idée de l’État de puissance en Allemagne), 1921
- Freie Volksbildungsarbeit (Le travail libre de pédagogie populaire), 1924
- Die Souveränität (La Souveraineté), 1927
- Europa und der Fascismus (Europe et le fascisme), 1929, 1931
- Staatslehre (Théorie de l’État), publication posthume en 1934
- Gesammelte Werke (œuvres complètes), 3 tomes, Mohr Siebeck Verlag, 1992